# Chylismia multijuga
Chylismia multijuga là một loài thực vật có hoa trong họ Anh thảo chiều. Loài này được (S.Watson) Small mô tả khoa học đầu tiên năm 1896.

## Hình ảnh

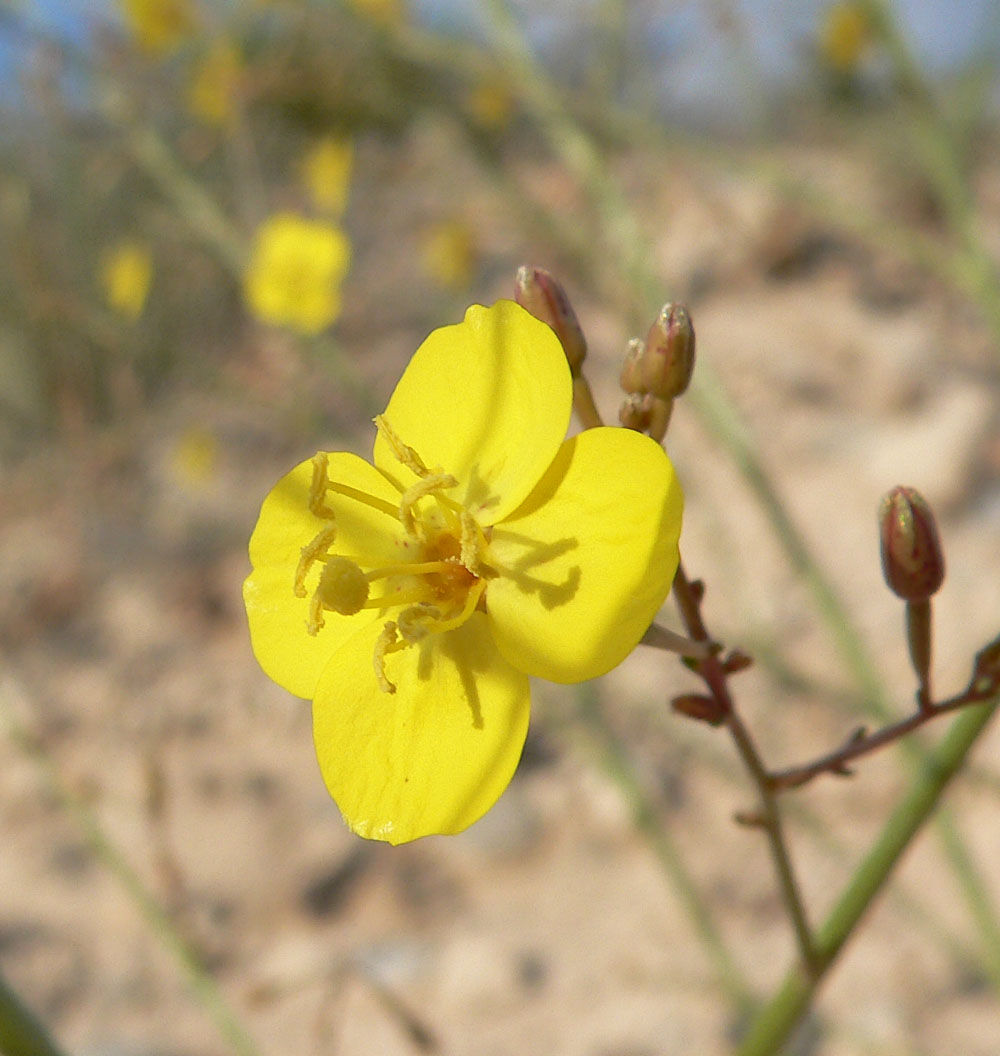
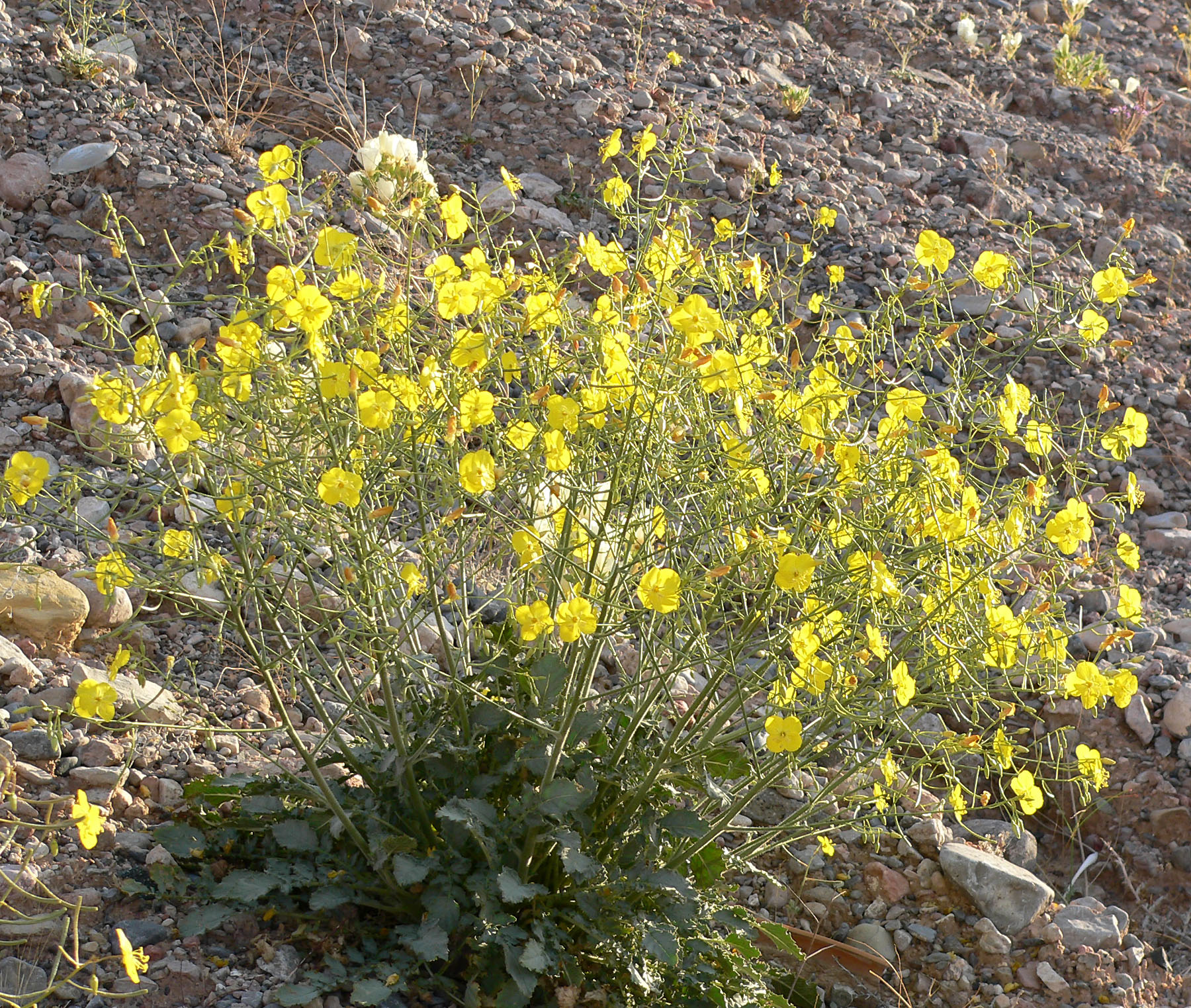
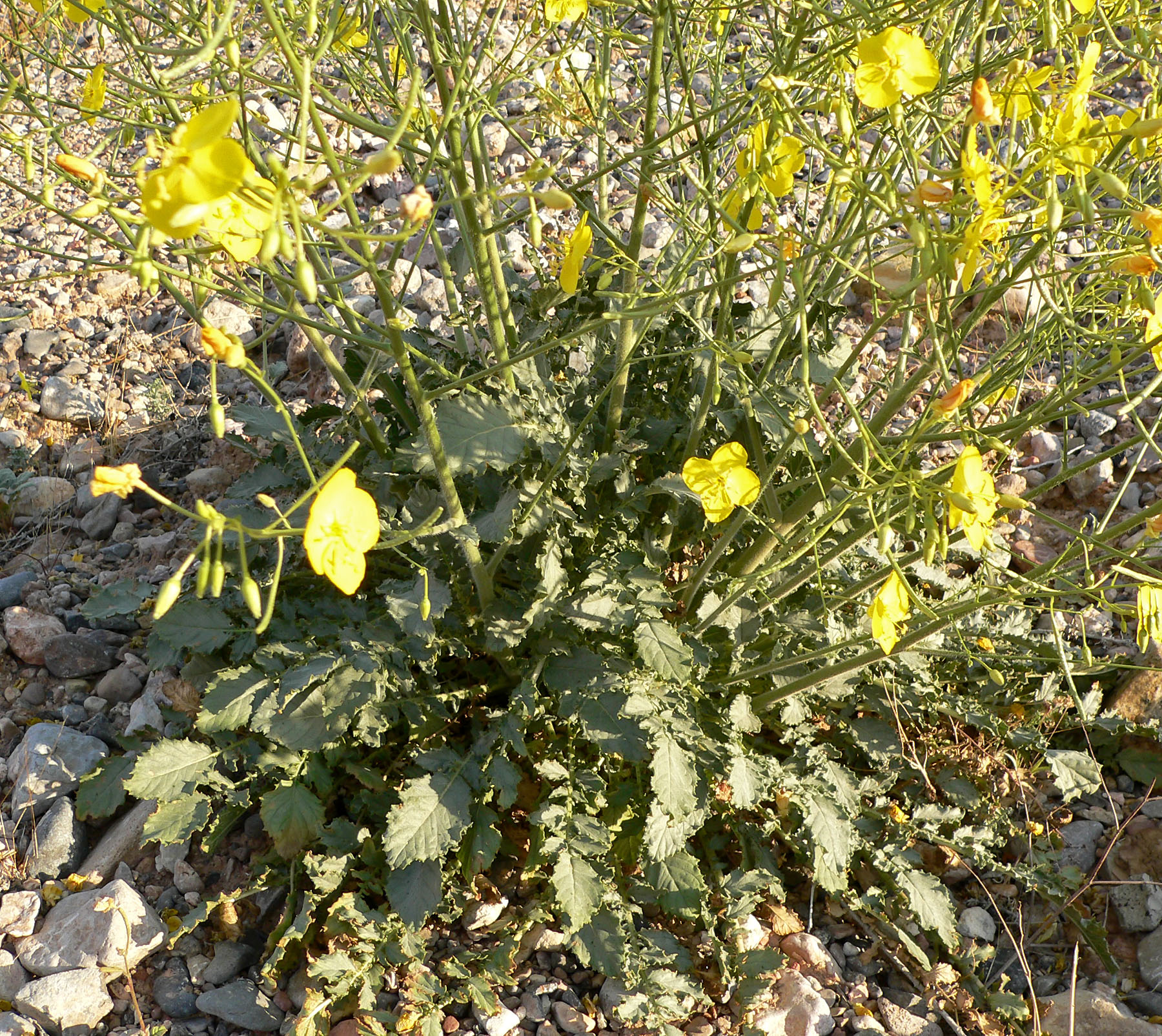
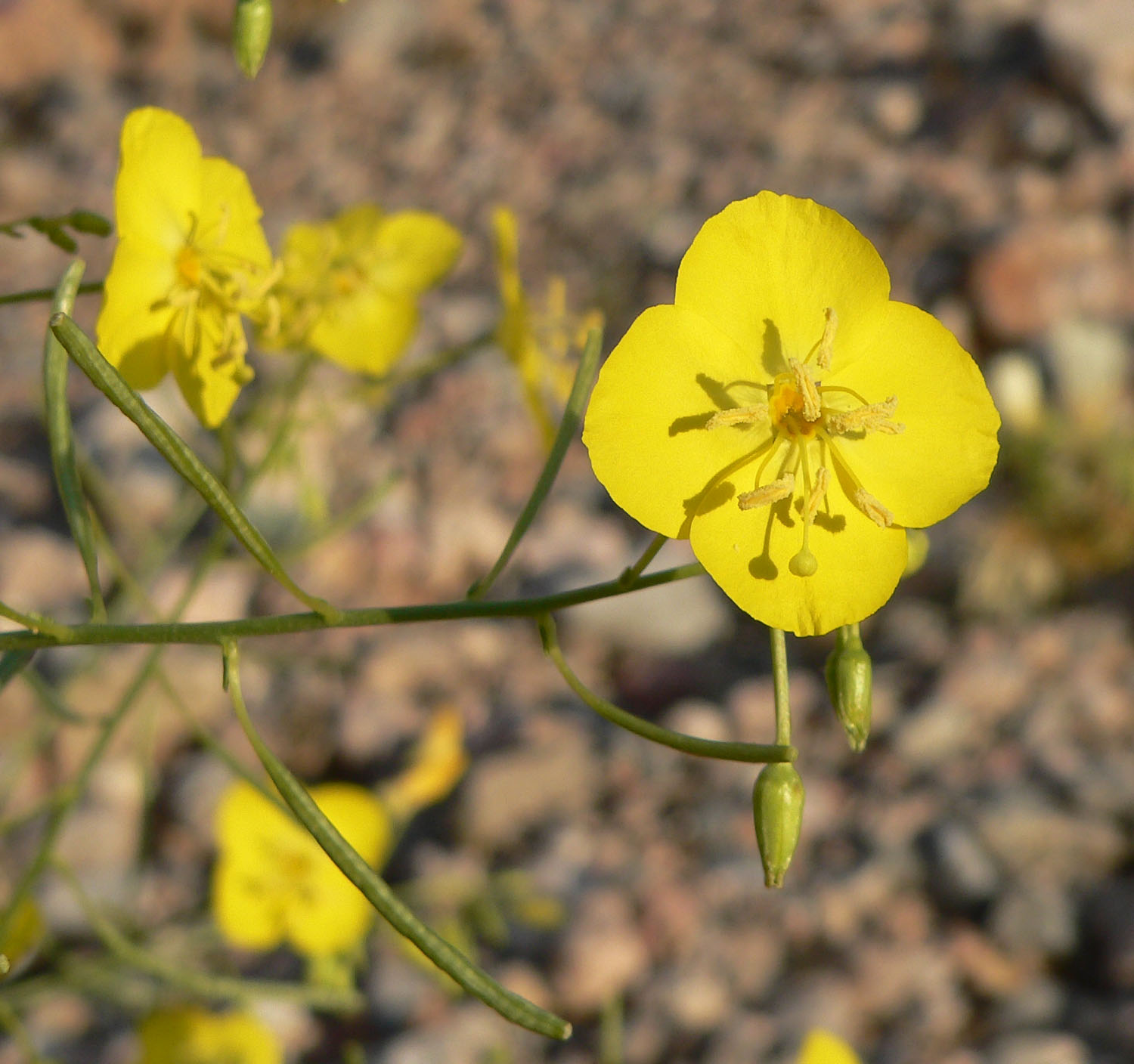